# جداره مغازه‌های سنگی
جداره مغازه‌های سنگی تبریز (به ترکی آذربایجانی: داش ماغازالار) مربوط به دوره قاجار است و در تبریز، خیابان شریعتی جنوبی، کوچه مغازه‌های سنگی واقع شده و این اثر در تاریخ ۱۶ دی ۱۳۸۷ با شمارهٔ ثبت ۲۴۴۰۱ به‌عنوان یکی از آثار ملی ایران به ثبت رسیده است.

## پیشینه
گفته می‌شود، مجموعه داش ماغازالار در سال ۱۲۵۱ خورشیدی، توسط شخصی به نام «امام‌علی‌زاده» ساخته شده است. نوع به کارگیری سنگ‌ها با مدل تیشه‌ای شبیه معماری قفقازی و تفلیسی است که پس از عهدنامهٔ ترکمانچای و در زمان سلطنت ناصرالدین شاه این نوع معماری قفقازی در تبریز رواج یافت. این نوع معماری در «مغازه‌های مجیدالملک باغمیشه» و «عمر ماغازالاری» نیز استفاده شده بود.